# Megachile bigibbosa
Megachile bigibbosa là một loài Hymenoptera trong họ Megachilidae. Loài này được Friese mô tả khoa học năm 1908.